# Sophie Auster
Sophie Auster, född 6 juli 1987 i Brooklyn, New York, är en amerikansk singer-songwriter och skådespelare. Hon är dotter till författarparet Siri Hustvedt och Paul Auster.

## Diskografi
Album
- Sophie Auster (2005)
- Red Weather (2012)

Singlar
- "Dogs and Men" (2015)

## Filmografi i urval
- Lulu on the Bridge (1998)
- The Inner Life of Martin Frost (2007)
- Stealing Summers (2011)
- Nous York (2012)
- The Story of the Invisible (2014)
- Mozart in the Jungle (2015)